# Tatort: Gift
Gift ist ein deutscher Fernsehkrimi des NDR und wurde am 21. Juli 1974 im Deutschen Fernsehen ausgestrahlt. Es ist die 42. Folge der Kriminalreihe Tatort und der 7. Fall von Hauptkommissar Paul Trimmel, gespielt von Walter Richter. Trimmel hat es mit einem Mord im Zusammenhang mit illegaler Giftmüllentsorgung zu tun. Der Hamburger Ermittler wird in dieser Folge tatkräftig von seinem Schleswig-Holsteinischen Kollegen Kommissar Finke unterstützt.

## Handlung
Auf einer Müllkippe entdecken Metallsucher eine männliche Leiche. Trimmel stellt fest, dass er von einem ziemlich großen Kaliber erschossen worden ist, aus einiger Entfernung. Beim Absuchen der Umgebung werden Giftfässer entdeckt, die dort illegal entsorgt wurden. In seiner Tasche wird ein Zettel gefunden, auf dem ein Name stand, „Annika Boll“. Der Mann ist zwischen 27 und 30 Jahre alt und seit ca. drei Tagen tot, außer der Schussverletzung weist er keine weiteren Spuren von Gewalteinwirkung auf. Annika Boll kann als in Kiel wohnhaft ausfindig gemacht werden, sie ist wegen Beischlafdiebstahls vorbestraft. Petersen hat Finke bereits über das LKA informiert, allerdings ist sie spurlos verschwunden. Das Gift stammt von der Firma Toxex und hätte, wenn es ins Grundwasser gelangt wäre, schwere Schäden anrichten können. Es wird zur Stahlhärtung verwendet. Die Chefin der Firma Toxex, Susanne Knabe, hält einen LKW mit Giftfässern an und fordert den Fahrer auf, ihr zu folgen. Unterdessen sucht Trimmels Assistent Laumen einen Manager der Firma Toxex, Herrn Binder, auf. Dieser sagt aus, dass das Gift erst nach dem Verbrennen, also nach der Entgiftung, auf die Deponie kommt. Das Gift vom LKW wird unterdessen von Susanne Knabe mithilfe der LKW-Fahrer im Wald verklappt.
Finke findet unterdessen über deren Mitbewohnerin heraus, dass Annika Boll bis zu ihrem Verschwinden bei einer Firma namens „Metallin“ gearbeitet hat. Trimmels Assistent Petersen vernimmt den Kippenwärter, der aussagt, dass er Giftfässer gegen eine kleine Prämie von der Toxex illegal verklappt hat. Frau Knabe verdächtigt ihren Ehemann, von dem sie in Scheidung lebt, etwas mit dem Mord zu tun zu haben, doch der streitet ab, schließlich habe er kein Interesse daran, ihrem Geschäft zu schaden, weil ihm das bei der Scheidung auch nur Nachteile bringen würde. Trimmel vermutet unterdessen, dass die verschwundene Annika Boll ebenfalls tot auf der Deponie liegt. Der LKW-Fahrer Scholz, der die Giftfässer auf Geheiß von Frau Knabe illegal im Wald verklappt hat, zeigt Dr. Stephan, dem Inhaber von Metallin, die Lage der Giftfässer. Stephan erschießt daraufhin den LKW-Fahrer. Anschließend fingiert er die Tat als Selbstmord. Ein junges Pärchen kommt ihm in die Quere, er bleibt jedoch unentdeckt.
Trimmel und Finke inspizieren am nächsten Tag gemeinsam den Tatort. Finke fällt auf, dass der Tote für das Kaliber recht wenig Blut verloren hat. Die Waffe scheint die gleiche zu sein, die auch beim Mord an dem ersten Mann verwendet wurde, doch sieht in diesem Fall alles nach Selbstmord aus. Stephan taucht am Tatort auf, stellt sich den Kommissaren vor und gibt sich bestürzt über den Tod des Fahrers. Dr. Stephan sagt aus, dass er die Firma Toxex beauftragt hat, das Gift ordnungsgemäß zu entsorgen. Petersen sucht Frau Knabe auf und befragt sie nach dem toten Fahrer. Knabe sagt aus, dass der Colt, der beim Mord und dem scheinbaren Selbstmord verwendet wurde, von ihr stammen könnte. Sie hat ihn als Geschenk von ihren amerikanischen Geschäftspartnern erhalten, als sie dort die Hochöfen für die Giftverbrennung gekauft hatte. Sie hat den Colt für 100 DM an Dr. Stephan verkauft. Petersen informiert Finke entsprechend. Finke sucht Dr. Stephan auf, der allerdings abstreitet, eine solche Waffe jemals besessen zu haben, hingegen sei Scholz Waffennarr. Finke schenkt Stephan keinen Glauben. Trimmel bringt die Vermieterin des Toten von der Deponie, Frau Keller, in die Rechtsmedizin, um die Leiche zu identifizieren. Frau Keller identifiziert den Toten als ihren Mieter Wunderra, der als Privatdetektiv in Hannover arbeitete. Der Gerichtsmediziner sagt aus, dass er unmittelbar vor seinem Tod wahrscheinlich eine Schusswaffe benutzt haben muss. Zudem muss Scholz von einer kleinkalibrigeren Waffe erschossen worden sein, als die Waffe und das Projektil, die gefunden wurden. Petersen informiert Trimmel über seine Vermutung, dass Frau Knabe ein Verhältnis mit dem Fahrer Scholz gehabt habe. Weiterhin vermuten Trimmel und Petersen, dass Wunderra von Herrn Knabe beauftragt war, das herauszufinden und deswegen ermordet wurde. Ein Umweltschützer teilt Trimmel seine Vermutung mit, dass Metallin von der illegalen Verklappung wusste. Wunderra sei gleichzeitig auf Metallin und Toxex angesetzt worden. In Hannover gebe es eine Konkurrenzfirma von Metallin, allerdings bestritten diese, den Namen Wunderra überhaupt gehört zu haben. Trimmel verweist darauf, dass Toxex für die illegale Verklappung strafrechtlich allein verantwortlich ist und daher das beste Motiv für die Morde hätte. Der Umweltschützer hingegen verweist auf die verschwundene Mitarbeiterin von Metallin, Frau Boll. Er teilt Trimmel außerdem mit, dass Fässer mit Gift bei Metallin herausgegangen seien, als Wunderra auf der Kippe gefunden wurde, diese seien allerdings nie auf der Deponie angekommen. Er schlägt Trimmel vor, zwischen Kiel und Hamburg nach den Fässern zu suchen.
Dr. Stephan telefoniert mit Susanne Knabe und warnt sie, dass die Polizei nach den Fässern suchen werde, nur der tote Scholz wisse aber, wo die Fässer gelandet seien. Die Mitbewohnerin von Annika Boll ist bei Dr. Stephan, weil dieser ihr mit dem Telefonat mit Frau Knabe beweisen wollte, dass er mit dem Verschwinden der jungen Frau nichts zu tun hat. Er gibt der Mitbewohnerin DM 3.000 für ihr Schweigen. Frau Knabe versucht aufgrund der Warnung von Dr. Stephan mit ein paar Leuten, die Fässer besser zu verstecken. Die kurz darauf startende großangelegte Suchaktion der Polizei beobachtet Frau Knabe aus einem sicheren Versteck. Die Polizei findet ein Stofftier, dass Dr. Stephan nach der Ermordung von Scholz zur Fingierung der Tat als Selbstmord verwendet hat, um die falsche Kugel aufzufangen. Dabei findet Petersen auch die echte Tatwaffe. Ein Polizist entdeckt Frau Knabe, wie sie die Suchaktion beobachtet und fordert sie auf, mitzukommen, da sie sich nicht ausweisen kann. Kurz darauf entdeckt die Polizei die Fässer. Der Polizist bringt Frau Knabe zu Trimmel, Petersen und Finke. Trimmel konfrontiert Frau Knabe damit, dass ihre Fußspuren am Tatort gefunden wurden und dass sie mindestens zweimal dort gewesen sein muss. Außerdem hat Trimmel die anderen, noch lebenden Mitarbeiter ausfindig gemacht, die Frau Knabe beim Verklappen und Verstecken der Fässer geholfen haben. Knabe räumt ein, das Gift illegal verklappt zu haben, die Morde allerdings streitet sie ab. Sie wiederholt, dass sie den Colt an Dr. Stephan verkauft habe. Sie gibt zu bedenken, gar nicht gewusst haben zu können, dass Wunderra mit Frau Boll eine Helferin gehabt hatte. Die Verklappung von Gift betreibe sie erst seit drei Monaten, weil ihre Hochöfen defekt seien.
Finke präferiert Dr. Stephan als Täter und möchte ihn festnehmen. Trimmel hält das für abwegig. Finke informiert Trimmel darüber, dass er die Aussage der Mitbewohnerin hat, dass Annika Boll ein Verhältnis mit Dr. Stephan hatte und dass Stephan der Mitbewohnerin Schweigegeld gezahlt hat. Dr. Stephan, der aus einem Zug geholt wurde, gibt an, dringend verreisen zu müssen. Finke konfrontiert Dr. Stephan damit, dass er ein Verhältnis mit Annika Boll hatte und dass sie in letzter Zeit auch einen anderen Freund gehabt hätte. Dr. Stephan streitet das Verhältnis ab. Weiterhin gibt Finke an, zu wissen, dass Boll rasend eifersüchtig war. Trimmels Assistent Höffgen informiert Trimmel derweil, dass die wirkliche Tatwaffe, mit der Scholz erschossen wurde, Wunderra gehörte. Finke fragt Stephan nach seinem Alibi für die beiden Morde. Trimmel fordert Stephan auf, seine Hosen herunterzulassen. Als dieser dies widerwillig tut, entdecken Trimmel und Finke dort eine Schusswunde, die dieser bei der Schießerei mit Max Wunderra erlitten hat. Finke ist überrascht über Trimmels Eingebung. Trimmel berichtet Finke von seiner These, dass Dr. Stephan Wunderra nicht erschossen hat, er nur dabeistand und eine Kugel abbekommen hat. Finke entdeckt an der Terrassentür von Stephan eine Frau, die wegläuft, als der Kommissar sie erblickt. Er verfolgt sie und kann sie stellen. Es ist Annika Boll. Sie hatte am Bahnhof auf Dr. Stephan gewartet. Dr. Stephan gibt zu Protokoll, dass er Scholz gegenüber immer großzügig gewesen sei, dass dieser aber immer mehr gewollt hätte. Als die Hochöfen ausgefallen seien, hätte er vorgeschlagen, das Gift einfach auf der Deponie zu verklappen. Dr. Stephan sei zunächst dagegen gewesen, aber Scholz hätte ihn ausgelacht. Er hätte zur Maximierung seines persönlichen Profits schon länger Gift von Metallin auf der Deponie verklappt und bei der heutigen „Hexenjagd“ wegen Umweltvergehen würde ihm, Dr. Stephan, ohnehin keiner glauben, dass er davon nichts gewusst hätte.
Dr. Stephan wusste, dass ihnen ein Detektiv auf die Schliche gekommen ist,  wusste aber angeblich nicht, wer die undichte Stelle gewesen ist, die den Detektiv informiert hat. Scholz erblickte beim Verklappen des Gifts ein Auto, die Tür wurde aufgerissen, Wunderra sprang mit einer Waffe in der Hand heraus. Mit der Waffe traf er Stephan am Bein. Als Stephan fiel, gab es einen zweiten Knall, diesmal brach Wunderra tödlich getroffen zusammen. Stephan sei schockiert gewesen, dass Scholz seinen Colt überhaupt dabeihatte. Scholz habe aus Mordlust gehandelt. Er habe auch geschossen, als der Wagen, aus dem Wunderra gesprungen war, nach dem Schuss plötzlich losfuhr. Annika saß am Steuer. Da Scholz dem Wagen mit Stephans Wagen hinterher gefahren war, war Stephan allein mit der Leiche und nahm die Waffe von Wunderra an sich. Er wollte Scholz bei dessen Rückkehr erschießen, weil dieser auf seine Geliebte Annika geschossen hatte, aber er konnte es nicht. Scholz hatte Annika verfehlt. Scholz hatte angekündigt, Annika noch zu erwischen. Dr. Stephan wusste, dass Annika bei ihm Industriespionage betreibe und sich nunmehr in seinem Ferienhaus aufhalte. Er wusste, dass sie sich nicht freiwillig mit Wunderra eingelassen hatte, sondern dass er sie mit ihrer Vergangenheit und dem Beischlafdiebstahl erpresst hatte. Stephan hätte Scholz zum Schweigen bringen müssen, da ihm dieser nicht glaubte und ahnte, dass Stephan wusste, wo Annika war. Er hatte Angst um sie, daher hätte er Scholz töten müssen. Frau Knabe hätte von alledem gewusst, sie hätte Stephan angerufen und sich nach Annika erkundigt, obwohl sie von ihr normalerweise gar nicht hätte wissen können. Stephan hatte, um die Situation zu beenden, Scholz aufgefordert, ihm den Ort der verklappten Giftfässer zu zeigen. Dort erschoss er Scholz mit Wunderras Waffe und täuschte anschließend einen Selbstmord mit dessen eigener Waffe vor.
Dr. Stephan fällt zudem ein, dass Frau Knabe, Herr Binder, er und Scholz in Hamburg unterwegs gewesen seien. Weil Scholz kein Geld dabeigehabt habe, habe tatsächlich er, Dr. Stephan, die Waffe für Scholz bezahlt. Knabe habe dabei zu Scholz gesagt „Du weißt ja, wie es funktioniert!“.  Annika sei die einzige gewesen, die durch Wunderra alles gewusst habe und Knabe habe dies gewusst. Mithin sei dies eine Aufforderung Knabes an Scholz zur Ermordung Annikas gewesen. Frau Knabe wird nunmehr wegen Anstiftung zum Mord von Petersen aufgesucht. Ihr Haftbefehl wegen der Umweltstraftaten ist gerade aufgehoben worden, doch Petersen präsentiert einen neuen Haftbefehl. Susanne Knabe wird ins Gefängnis, das sie gerade verlassen hat, zurückverbracht.

## Einschaltquote
Die Folge erreichte bei ihrer Erstausstrahlung einen Marktanteil von 55,00 %.
Die Gastrolle von Kommissar Finke ist größer als bei anderen Folgen der siebziger Jahre, in denen es üblich war, dass sich Ermittler aus anderen Städten z. B. telefonisch beteiligten. Finke war ab der Mitte des Films fast so präsent wie die Hauptfigur Trimmel.